# Klodian Duro
Klodian Duro (Elbasan, 21 dicembre 1977) è un allenatore di calcio ed ex calciatore albanese, di ruolo centrocampista, tecnico del Gjilani.

## Biografia
Anche suo fratello più piccolo Albert, è stato un calciatore.

## Carriera

### Nazionale
Vanta 77 presenze e 6 gol con la nazionale albanese, dove ha giocato dal 2001 fino al 2011, ed è al 3º posto nella classifica delle presenze di tutti i tempi dell'Albania.

## Statistiche

### Presenze e reti nei club
Statistiche aggiornate al 13 marzo 2013.
| Stagione        | Squadra           | Campionato      | Campionato | Campionato | Coppe nazionali | Coppe nazionali | Coppe nazionali | Coppe continentali | Coppe continentali | Coppe continentali | Altre coppe | Altre coppe | Altre coppe | Totale | Totale |
| Stagione        | Squadra           | Comp            | Pres       | Reti       | Comp            | Pres            | Reti            | Comp               | Pres               | Reti               | Comp        | Pres        | Reti        | Pres   | Reti   |
| --------------- | ----------------- | --------------- | ---------- | ---------- | --------------- | --------------- | --------------- | ------------------ | ------------------ | ------------------ | ----------- | ----------- | ----------- | ------ | ------ |
| 1996-1997       | Elbasani          | KP              | 13         | 0          | CA              | 0               | 0               | -                  | -                  | -                  | -           | -           | -           | 13     | 0      |
| 1997-1998       | Elbasani          | KP              | 31         | 7          | CA              | 0               | 0               | -                  | -                  | -                  | -           | -           | -           | 31     | 7      |
| 1998-1999       | Tirana            | KS              | 27         | 1          | CA              | 0               | 0               | -                  | -                  | -                  | -           | -           | -           | 27     | 1      |
| 1999-gen. 2000  | Elbasani          | KS              | 11         | 0          | CA              | 0               | 0               | -                  | -                  | -                  | -           | -           | -           | 11     | 0      |
| Totale Elbasani | Totale Elbasani   | Totale Elbasani | 55         | 7          |                 | 0               | 0               |                    | -                  | -                  |             | -           | -           | 55     | 7      |
| gen.-giu. 2000  | Vllaznia          | KS              | 9          | 1          | CA              | 0               | 0               | -                  | -                  | -                  | -           | -           | -           | 9      | 1      |
| 2000-2001       | Vllaznia          | KS              | 24         | 5          | CA              | 0               | 0               | Int                | 2                  | 0                  | -           | -           | -           | 26     | 5      |
| 2001-gen. 2002  | Vllaznia          | KS              | 11         | 2          | CA              | 0               | 0               | UCL                | 4                  | 2                  | -           | -           | -           | 15     | 4      |
| Totale Vllaznia | Totale Vllaznia   | Totale Vllaznia | 44         | 8          |                 | 0               | 0               |                    | 6                  | 2                  |             | -           | -           | 50     | 10     |
| gen.-giu. 2002  | Samsunspor        | 1L              | 9          | 0          | CT              | 0               | 0               | -                  | -                  | -                  | -           | -           | -           | 9      | 0      |
| 2002-2003       | Malatyaspor       | 1L              | 18         | 3          | CT              | 2               | 0               | -                  | -                  | -                  | -           | -           | -           | 20     | 3      |
| 2003-gen. 2004  | Partizani Tirana  | KS              | 11         | 3          | CA              | 0               | 0               | -                  | -                  | -                  | -           | -           | -           | 11     | 3      |
| gen.-giu. 2004  | Çaykur Rizespor   | 1L              | 11         | 1          | CT              | 1               | 2               | -                  | -                  | -                  | -           | -           | -           | 12     | 3      |
| 2004-2005       | Arminia Bielefeld | BL              | 19         | 0          | CG              | 2               | 0               | -                  | -                  | -                  | -           | -           | -           | 21     | 0      |
| 2005-2006       | Tirana            | KS              | 29         | 4          | CA              | 1               | 1               | -                  | -                  | -                  | -           | -           | -           | 30     | 5      |
| 2006-2007       | Tirana            | KS              | 27         | 6          | CA              | 1               | 0               | CU                 | 3                  | 0                  | -           | -           | -           | 31     | 6      |
| 2007-2008       | Tirana            | KS              | 28         | 16         | CA              | 1               | 0               | UCL                | 2                  | 1                  | SA          | 1           | 1           | 32     | 18     |
| 2008-2009       | Omonia            | AK              | 26         | 6          | CC              | 0               | 0               | CU                 | 5                  | 3                  | -           | -           | -           | 31     | 9      |
| 2009-2010       | Apollōn Limassol  | AK              | 24         | 0          | CC              | 0               | 0               | -                  | -                  | -                  | -           | -           | -           | 24     | 0      |
| 2010-2011       | LASK              | BL              | 18         | 2          | CA              | 2               | 3               | -                  | -                  | -                  | -           | -           | -           | 20     | 5      |
| 2011-2012       | Tirana            | KS              | 17         | 1          | CA              | 8               | 2               | UEL                | 0                  | 0                  | SA          | 1           | 0           | 26     | 3      |
| 2012-2013       | Tirana            | KS              | 13         | 3          | CA              | 1               | 0               | UEL                | 1                  | 0                  | SA          | 1           | 0           | 16     | 3      |
| Totale Tirana   | Totale Tirana     | Totale Tirana   | 141        | 31         |                 | 12              | 3               |                    | 6                  | 1                  |             | 3           | 1           | 162    | 36     |
| Totale carriera | Totale carriera   | Totale carriera | 376        | 61         |                 | 19              | 8               |                    | 17                 | 6                  |             | 3           | 1           | 415    | 76     |

### Cronologia presenze e reti in Nazionale
| Cronologia completa delle presenze e delle reti in nazionale ― Albania | Cronologia completa delle presenze e delle reti in nazionale ― Albania | Cronologia completa delle presenze e delle reti in nazionale ― Albania | Cronologia completa delle presenze e delle reti in nazionale ― Albania | Cronologia completa delle presenze e delle reti in nazionale ― Albania | Cronologia completa delle presenze e delle reti in nazionale ― Albania | Cronologia completa delle presenze e delle reti in nazionale ― Albania | Cronologia completa delle presenze e delle reti in nazionale ― Albania |
| Data                                                                   | Città                                                                  | In casa                                                                | Risultato                                                              | Ospiti                                                                 | Competizione                                                           | Reti                                                                   | Note                                                                   |
| ---------------------------------------------------------------------- | ---------------------------------------------------------------------- | ---------------------------------------------------------------------- | ---------------------------------------------------------------------- | ---------------------------------------------------------------------- | ---------------------------------------------------------------------- | ---------------------------------------------------------------------- | ---------------------------------------------------------------------- |
| 25-4-2001                                                              | Gaziantep                                                              | Turchia                                                                | 0 – 2                                                                  | Albania                                                                | Amichevole                                                             | -                                                                      | 89’                                                                    |
| 5-1-2002                                                               | Manama                                                                 | Macedonia                                                              | 0 – 0                                                                  | Albania                                                                | Amichevole                                                             | -                                                                      |                                                                        |
| 7-1-2002                                                               | Manama                                                                 | Finlandia                                                              | 1 – 1                                                                  | Albania                                                                | Amichevole                                                             | -                                                                      |                                                                        |
| 10-1-2002                                                              | Manama                                                                 | Bahrein                                                                | 3 – 0                                                                  | Albania                                                                | Amichevole                                                             | -                                                                      |                                                                        |
| 13-2-2002                                                              | Lussemburgo                                                            | Lussemburgo                                                            | 0 – 0                                                                  | Albania                                                                | Amichevole                                                             | -                                                                      |                                                                        |
| 27-3-2002                                                              | Tirana                                                                 | Albania                                                                | 1 – 0                                                                  | Azerbaigian                                                            | Amichevole                                                             | -                                                                      | 70’                                                                    |
| 17-4-2002                                                              | Andorra La Vella                                                       | Andorra                                                                | 2 – 0                                                                  | Albania                                                                | Amichevole                                                             | -                                                                      | 70’                                                                    |
| 12-10-2002                                                             | Scutari                                                                | Albania                                                                | 1 – 1                                                                  | Svizzera                                                               | Qual. Euro 2004                                                        | -                                                                      | 70’                                                                    |
| 16-10-2002                                                             | Volgograd                                                              | Russia                                                                 | 4 – 1                                                                  | Albania                                                                | Qual. Euro 2004                                                        | 1                                                                      |                                                                        |
| 12-2-2003                                                              | Bastia Umbra                                                           | Albania                                                                | 5 – 0                                                                  | Vietnam                                                                | Amichevole                                                             | -                                                                      |                                                                        |
| 29-3-2003                                                              | Scutari                                                                | Albania                                                                | 3 – 1                                                                  | Russia                                                                 | Qual. Euro 2004                                                        | -                                                                      |                                                                        |
| 2-4-2003                                                               | Scutari                                                                | Albania                                                                | 0 – 0                                                                  | Irlanda                                                                | Qual. Euro 2004                                                        | -                                                                      |                                                                        |
| 30-4-2003                                                              | Sofia                                                                  | Bulgaria                                                               | 2 – 0                                                                  | Albania                                                                | Amichevole                                                             | -                                                                      | 72’                                                                    |
| 7-6-2003                                                               | Dublino                                                                | Irlanda                                                                | 2 – 1                                                                  | Albania                                                                | Qual. Euro 2004                                                        | -                                                                      |                                                                        |
| 11-6-2003                                                              | Ginevra                                                                | Svizzera                                                               | 3 – 2                                                                  | Albania                                                                | Qual. Euro 2004                                                        | -                                                                      | 73’                                                                    |
| 20-8-2003                                                              | Prilep                                                                 | Macedonia                                                              | 3 – 1                                                                  | Albania                                                                | Amichevole                                                             | -                                                                      | 46’                                                                    |
| 6-9-2003                                                               | Tbilisi                                                                | Georgia                                                                | 3 – 0                                                                  | Albania                                                                | Qual. Euro 2004                                                        | -                                                                      | 46’ 75’                                                                |
| 10-9-2003                                                              | Scutari                                                                | Albania                                                                | 3 – 1                                                                  | Georgia                                                                | Qual. Euro 2004                                                        | -                                                                      | 90+1’                                                                  |
| 11-10-2003                                                             | Lisbona                                                                | Portogallo                                                             | 5 – 3                                                                  | Albania                                                                | Amichevole                                                             | -                                                                      | 83’                                                                    |
| 15-11-2003                                                             | Scutari                                                                | Albania                                                                | 2 – 0                                                                  | Estonia                                                                | Amichevole                                                             | -                                                                      | 81’                                                                    |
| 18-2-2004                                                              | Tirana                                                                 | Albania                                                                | 2 – 1                                                                  | Svezia                                                                 | Amichevole                                                             | -                                                                      | 46’                                                                    |
| 31-3-2004                                                              | Scutari                                                                | Albania                                                                | 2 – 1                                                                  | Islanda                                                                | Amichevole                                                             | -                                                                      | 81’                                                                    |
| 28-4-2004                                                              | Tallinn                                                                | Estonia                                                                | 1 – 1                                                                  | Albania                                                                | Amichevole                                                             | -                                                                      |                                                                        |
| 18-8-2004                                                              | Limassol                                                               | Cipro                                                                  | 2 – 1                                                                  | Albania                                                                | Amichevole                                                             | -                                                                      | 57’                                                                    |
| 4-9-2004                                                               | Tirana                                                                 | Albania                                                                | 2 – 1                                                                  | Grecia                                                                 | Qual. Mondiali 2006                                                    | -                                                                      | 51’ 86’                                                                |
| 8-9-2004                                                               | Tbilisi                                                                | Georgia                                                                | 2 – 0                                                                  | Albania                                                                | Qual. Mondiali 2006                                                    | -                                                                      | 59’                                                                    |
| 9-10-2004                                                              | Tirana                                                                 | Albania                                                                | 0 – 2                                                                  | Danimarca                                                              | Qual. Mondiali 2006                                                    | -                                                                      | 59’                                                                    |
| 9-2-2005                                                               | Tirana                                                                 | Albania                                                                | 0 – 2                                                                  | Ucraina                                                                | Qual. Mondiali 2006                                                    | -                                                                      |                                                                        |
| 26-3-2005                                                              | Istanbul                                                               | Turchia                                                                | 2 – 0                                                                  | Albania                                                                | Qual. Mondiali 2006                                                    | -                                                                      | 79’                                                                    |
| 30-3-2005                                                              | Pireo                                                                  | Grecia                                                                 | 2 – 0                                                                  | Albania                                                                | Qual. Mondiali 2006                                                    | -                                                                      | 84’                                                                    |
| 29-5-2005                                                              | Stettino                                                               | Polonia                                                                | 1 – 0                                                                  | Albania                                                                | Amichevole                                                             | -                                                                      | 78’                                                                    |
| 4-6-2005                                                               | Scutari                                                                | Albania                                                                | 3 – 2                                                                  | Georgia                                                                | Qual. Mondiali 2006                                                    | -                                                                      | 90+1’                                                                  |
| 8-6-2005                                                               | Copenaghen                                                             | Danimarca                                                              | 3 – 1                                                                  | Albania                                                                | Qual. Mondiali 2006                                                    | -                                                                      | 66’ 83’                                                                |
| 1-3-2006                                                               | Tirana                                                                 | Albania                                                                | 1 – 2                                                                  | Lituania                                                               | Amichevole                                                             | -                                                                      |                                                                        |
| 22-3-2006                                                              | Tirana                                                                 | Albania                                                                | 0 – 0                                                                  | Georgia                                                                | Amichevole                                                             | -                                                                      | 46’                                                                    |
| 16-8-2006                                                              | Serravalle                                                             | San Marino                                                             | 0 – 3                                                                  | Albania                                                                | Amichevole                                                             | -                                                                      | 46’                                                                    |
| 7-2-2007                                                               | Scutari                                                                | Albania                                                                | 0 – 1                                                                  | Macedonia                                                              | Amichevole                                                             | -                                                                      | 46’                                                                    |
| 24-3-2007                                                              | Scutari                                                                | Albania                                                                | 0 – 0                                                                  | Slovenia                                                               | Qual. Euro 2008                                                        | -                                                                      |                                                                        |
| 28-3-2007                                                              | Sofia                                                                  | Bulgaria                                                               | 0 – 0                                                                  | Albania                                                                | Qual. Euro 2008                                                        | -                                                                      | cap. 68’                                                               |
| 2-6-2007                                                               | Tirana                                                                 | Albania                                                                | 2 – 0                                                                  | Lussemburgo                                                            | Qual. Euro 2008                                                        | -                                                                      |                                                                        |
| 6-6-2007                                                               | Lussemburgo                                                            | Lussemburgo                                                            | 0 – 3                                                                  | Albania                                                                | Qual. Euro 2008                                                        | -                                                                      | 60’                                                                    |
| 22-8-2007                                                              | Tirana                                                                 | Albania                                                                | 3 – 0                                                                  | Malta                                                                  | Amichevole                                                             | 1                                                                      | 46’                                                                    |
| 12-9-2007                                                              | Tirana                                                                 | Albania                                                                | 0 – 1                                                                  | Paesi Bassi                                                            | Qual. Euro 2008                                                        | -                                                                      | 65’ 69’                                                                |
| 13-10-2007                                                             | Celje                                                                  | Slovenia                                                               | 0 – 0                                                                  | Albania                                                                | Qual. Euro 2008                                                        | -                                                                      | 77’                                                                    |
| 17-10-2007                                                             | Tirana                                                                 | Albania                                                                | 1 – 1                                                                  | Bulgaria                                                               | Qual. Euro 2008                                                        | 1                                                                      |                                                                        |
| 17-11-2007                                                             | Tirana                                                                 | Albania                                                                | 2 – 4                                                                  | Bielorussia                                                            | Qual. Euro 2008                                                        | -                                                                      |                                                                        |
| 21-11-2007                                                             | Bucarest                                                               | Romania                                                                | 6 – 1                                                                  | Albania                                                                | Qual. Euro 2008                                                        | -                                                                      | 78’                                                                    |
| 27-5-2008                                                              | Reutlingen                                                             | Albania                                                                | 0 – 1                                                                  | Polonia                                                                | Amichevole                                                             | -                                                                      | 46’                                                                    |
| 20-8-2008                                                              | Tirana                                                                 | Albania                                                                | 2 – 0                                                                  | Liechtenstein                                                          | Amichevole                                                             | -                                                                      | 66’                                                                    |
| 6-9-2008                                                               | Tirana                                                                 | Albania                                                                | 0 – 0                                                                  | Svezia                                                                 | Qual. Mondiali 2010                                                    | -                                                                      |                                                                        |
| 10-9-2008                                                              | Tirana                                                                 | Albania                                                                | 3 – 0                                                                  | Malta                                                                  | Qual. Mondiali 2010                                                    | 1                                                                      | 86’                                                                    |
| 11-10-2008                                                             | Budapest                                                               | Ungheria                                                               | 2 – 0                                                                  | Albania                                                                | Qual. Mondiali 2010                                                    | -                                                                      |                                                                        |
| 15-10-2008                                                             | Braga                                                                  | Portogallo                                                             | 0 – 0                                                                  | Albania                                                                | Qual. Mondiali 2010                                                    | -                                                                      | 77’                                                                    |
| 19-11-2008                                                             | Baku                                                                   | Azerbaigian                                                            | 1 – 1                                                                  | Albania                                                                | Amichevole                                                             | -                                                                      | 73’                                                                    |
| 11-2-2009                                                              | Ta' Qali                                                               | Malta                                                                  | 0 – 0                                                                  | Albania                                                                | Qual. Mondiali 2010                                                    | -                                                                      |                                                                        |
| 28-3-2009                                                              | Tirana                                                                 | Albania                                                                | 0 – 1                                                                  | Ungheria                                                               | Qual. Mondiali 2010                                                    | -                                                                      | 67’                                                                    |
| 1-4-2009                                                               | Copenaghen                                                             | Danimarca                                                              | 3 – 0                                                                  | Albania                                                                | Qual. Mondiali 2010                                                    | -                                                                      |                                                                        |
| 6-6-2009                                                               | Tirana                                                                 | Albania                                                                | 1 – 2                                                                  | Portogallo                                                             | Qual. Mondiali 2010                                                    | -                                                                      | 86’                                                                    |
| 12-8-2009                                                              | Tirana                                                                 | Albania                                                                | 6 – 1                                                                  | Cipro                                                                  | Amichevole                                                             | 1                                                                      | 76’                                                                    |
| 9-9-2009                                                               | Tirana                                                                 | Albania                                                                | 1 – 1                                                                  | Danimarca                                                              | Qual. Mondiali 2010                                                    | -                                                                      |                                                                        |
| 14-10-2009                                                             | Solna                                                                  | Svezia                                                                 | 4 – 1                                                                  | Albania                                                                | Qual. Mondiali 2010                                                    | -                                                                      |                                                                        |
| 14-11-2009                                                             | Tallinn                                                                | Estonia                                                                | 0 – 0                                                                  | Albania                                                                | Amichevole                                                             | -                                                                      |                                                                        |
| 3-3-2010                                                               | Tirana                                                                 | Albania                                                                | 1 – 0                                                                  | Irlanda del Nord                                                       | Amichevole                                                             | -                                                                      | 78’                                                                    |
| 25-5-2010                                                              | Podgorica                                                              | Montenegro                                                             | 0 – 1                                                                  | Albania                                                                | Amichevole                                                             | -                                                                      | 63’                                                                    |
| 2-6-2010                                                               | Tirana                                                                 | Albania                                                                | 1 – 0                                                                  | Andorra                                                                | Amichevole                                                             | -                                                                      | 88’                                                                    |
| 11-8-2010                                                              | Durazzo                                                                | Albania                                                                | 1 – 0                                                                  | Uzbekistan                                                             | Amichevole                                                             | -                                                                      | 75’                                                                    |
| 3-9-2010                                                               | Bucarest                                                               | Romania                                                                | 1 – 1                                                                  | Albania                                                                | Qual. Euro 2012                                                        | -                                                                      | 81’                                                                    |
| 7-9-2010                                                               | Durazzo                                                                | Albania                                                                | 1 – 0                                                                  | Lussemburgo                                                            | Qual. Euro 2012                                                        | -                                                                      |                                                                        |
| 8-10-2010                                                              | Tirana                                                                 | Albania                                                                | 1 – 1                                                                  | Bosnia ed Erzegovina                                                   | Qual. Euro 2012                                                        | 1                                                                      | 90+1’                                                                  |
| 12-10-2010                                                             | Adalia                                                                 | Bielorussia                                                            | 2 – 0                                                                  | Albania                                                                | Qual. Euro 2012                                                        | -                                                                      |                                                                        |
| 17-11-2010                                                             | Tirana                                                                 | Albania                                                                | 0 – 0                                                                  | Macedonia                                                              | Amichevole                                                             | -                                                                      | 63’                                                                    |
| 9-2-2011                                                               | Tirana                                                                 | Albania                                                                | 1 – 2                                                                  | Slovenia                                                               | Amichevole                                                             | -                                                                      | 56’                                                                    |
| 26-3-2011                                                              | Tirana                                                                 | Albania                                                                | 1 – 0                                                                  | Bielorussia                                                            | Qual. Euro 2012                                                        | -                                                                      | 81’                                                                    |
| 7-6-2011                                                               | Zenica                                                                 | Bosnia ed Erzegovina                                                   | 2 – 0                                                                  | Albania                                                                | Qual. Euro 2012                                                        | -                                                                      | 46’ 78’                                                                |
| 10-8-2011                                                              | Scutari                                                                | Albania                                                                | 3 – 2                                                                  | Montenegro                                                             | Amichevole                                                             | -                                                                      | 65’                                                                    |
| 6-9-2011                                                               | Lussemburgo                                                            | Lussemburgo                                                            | 2 – 1                                                                  | Albania                                                                | Qual. Euro 2012                                                        | -                                                                      |                                                                        |
| 7-10-2011                                                              | Saint-Denis                                                            | Francia                                                                | 3 – 0                                                                  | Albania                                                                | Qual. Euro 2012                                                        | -                                                                      | 61’                                                                    |
| Totale                                                                 |                                                                        | Presenze (4º posto)                                                    | 77                                                                     |                                                                        | Reti                                                                   | 6                                                                      |                                                                        |

| Cronologia completa delle presenze e delle reti in nazionale (partite non ufficiali) ― Albania | Cronologia completa delle presenze e delle reti in nazionale (partite non ufficiali) ― Albania | Cronologia completa delle presenze e delle reti in nazionale (partite non ufficiali) ― Albania | Cronologia completa delle presenze e delle reti in nazionale (partite non ufficiali) ― Albania | Cronologia completa delle presenze e delle reti in nazionale (partite non ufficiali) ― Albania | Cronologia completa delle presenze e delle reti in nazionale (partite non ufficiali) ― Albania | Cronologia completa delle presenze e delle reti in nazionale (partite non ufficiali) ― Albania | Cronologia completa delle presenze e delle reti in nazionale (partite non ufficiali) ― Albania |
| Data                                                                                           | Città                                                                                          | In casa                                                                                        | Risultato                                                                                      | Ospiti                                                                                         | Competizione                                                                                   | Reti                                                                                           | Note                                                                                           |
| ---------------------------------------------------------------------------------------------- | ---------------------------------------------------------------------------------------------- | ---------------------------------------------------------------------------------------------- | ---------------------------------------------------------------------------------------------- | ---------------------------------------------------------------------------------------------- | ---------------------------------------------------------------------------------------------- | ---------------------------------------------------------------------------------------------- | ---------------------------------------------------------------------------------------------- |
| 6-9-2002                                                                                       | Pristina                                                                                       | Kosovo                                                                                         | 0 – 1                                                                                          | Albania                                                                                        | Amichevole                                                                                     | -                                                                                              | 34’ 71’                                                                                        |
| Totale                                                                                         |                                                                                                | Presenze                                                                                       | 1                                                                                              |                                                                                                | Reti                                                                                           | 0                                                                                              |                                                                                                |

## Palmarès

### Giocatore

#### Club

##### Competizioni nazionali
- Campionato albanese: 3

Tirana: 1998-1999, 2006-2007
Villaznia: 2000-2001
- Coppa d'Albania: 3

Tirana: 1998-1999, 2005-2006, 2011-2012
- Coppa di Cipro: 1

Apollōn Limassol: 2009-2010
- Supercoppa d'Albania: 4

Vllaznia: 2001
Tirana: 2006, 2007, 2011

### Allenatore

#### Club

##### Competizioni nazionali
- Coppa d'Albania: 1

Kukësi: 2015-2016